# Аарон Осерский
Аарон (фр. Aaron; VIII век — 13 февраля 813, Осер) — епископ Осера (800—813), блаженный. День памяти — 28 сентября.

## Биография
О ранних годах жизни Аарона ничего не известно. Он взошёл на кафедру в 800 году, став преемником скончавшегося 6 августа этого или предыдущего года епископа Маврина. Аарон — тридцать третий глава Осерской епархии.
Несмотря на то, что Аарон занимал кафедру тринадцать лет, о его деятельности известно немного. В трудах позднейших средневековых историков упоминается только о двух значительных деяниях этого епископа. В 800 году он сопровождал Карла Великого в поездке в Рим, во время которой получил от правителя Франкского государства средства на восстановление аббатства Святого Марьена в Осере. На средства же самого Аарона был изготовлен золотой балдахин над алтарём кафедрального собора, а также надгробие над находившимися в этом храме мощами.
Аарон скончался 13 февраля 813 года. Он был похоронен рядом с могилой своего предшественника в церкви Святого Гервасия. Преемником Аарона на кафедре Осера был Ангелельм.